# Теорема Лебега про розклад міри

## Ввідні означення
Нехай {\displaystyle F} — монотонно неспадна, неперервна зліва функція дійсної змінної для якої {\displaystyle \lim _{x\to +\infty }F(x)-\lim _{x\to -\infty }F(x)<+\infty }. У напівкільці всіх інтервалів виду {\displaystyle [a,\;b)} можна ввести міру {\displaystyle \mu _{F}} як: {\displaystyle \mu _{F}[a,\;b)=F(b)-F(a)}. Її можна продовжити на борелівську сигма-алгебру породжену напівкільцем вказаних інтервалів. Зокрема для різних типів інтервалів {\displaystyle a,\;b} із скінченними кінцями:
{\displaystyle \mu _{F}[a,\;b)=F(b)-F(a)},
{\displaystyle \mu _{F}(a,\;b)=F(b)-F(a+0)},
{\displaystyle \mu _{F}(a,\;b]=F(b+0)-F(a+0)},
{\displaystyle \mu _{F}[a,\;b]=F(b+0)-F(a)}.
де {\displaystyle F(a+0)} і {\displaystyle F(b+0)} позначають границі справа функції {\displaystyle F} у відповідних точках.
{\displaystyle \mu _{F}} називається мірою Лебега — Стілтьєса.

### Типи мір
- {\displaystyle F} — функція стрибків, яка є константою в усіх точках за виключенням не більш, ніж зліченної множини точок {\displaystyle x_{i},\ i\geqslant 1} у яких функція «здійснює стрибок». Стрибок завжди є додатним і у точці розриву {\displaystyle x_{i}} він є рівним {\displaystyle h_{i}=F(x_{i}+0)-F(x_{i})}. Міра {\displaystyle \mu _{F}} множини {\displaystyle A} у цьому випадку є рівною:

{\displaystyle \mu _{F}(A)=\sum \limits _{x_{i}\in A}h_{i}}
У цьому випадку {\displaystyle \mu _{F}} називається дискретною мірою.
- Функція F є неперервною, монотонно не спадною на {\displaystyle [a,\;b]} і {\displaystyle F'(x)=f(x)}. Тоді міра {\displaystyle \mu _{F}} множини {\displaystyle A} є рівною:

{\displaystyle \mu _{F}(A)=\int \limits _{A}f(x)\,dx}
У цьому випадку {\displaystyle \mu _{F}} називається абсолютно неперервною мірою.
- {\displaystyle F} — сингулярна функція (наприклад, драбина Кантора, де приріст {\displaystyle F} рівний 1 на всьому відрізку, але {\displaystyle F} є константою майже всюди ). Міра {\displaystyle \mu _{F}} зосереджена у точках зростання функції і називається сингулярною мірою.

## Теорема про розклад міри

### Твердження для міри Лебега — Стілтьєса
Згідно теореми Лебега про розклад міри будь-яку міру Лебега — Стілтьєса можна представити у вигляді суми трьох мір — дискретної, абсолютно неперервної, і сингулярної. 

### Твердження для σ-адитивних мір
Якщо {\displaystyle \mu } і {\displaystyle \nu } є заданими на вимірному просторі {\displaystyle (\Omega ,\Sigma )} двома σ-скінченними мірами (чи, більш загально, σ-скінченними σ-адитивними зарядами), тоді існують дві міри (чи, відповідно σ-адитивні заряди) {\displaystyle \nu _{0}} і {\displaystyle \nu _{1}} для яких:
- {\displaystyle \nu =\nu _{0}+\nu _{1}\,}
- {\displaystyle \nu _{0}\ll \mu } (тобто {\displaystyle \nu _{0}} є абсолютно неперервною щодо {\displaystyle \mu })
- {\displaystyle \nu _{1}\perp \mu } (тобто {\displaystyle \nu _{1}} і {\displaystyle \mu } є сингулярними).

Ці дві міри є однозначно визначеними для {\displaystyle \mu } and {\displaystyle \nu .}
Випадок міри Лебега — Стілтьєса одержується якщо {\displaystyle \mu =\nu } є мірою Лебега — Стілтьєса, після чого її можна розкласти на абсолютно неперервну і сингулярну частини, а тоді із сингулярної частини окремо виділити (не більш, ніж зліченну) підмножину точок міра кожної з яких є додатною і відповідну дискретну міру.
Теорема Лебега пов'язана із теоремою теоремою Радона — Нікодима і її доведення можна одержати паралельно із доведенням цієї теореми (як у другому доведені у відповідній статті).